# Monte Albergian
De Monte Albergian is een 3034 meter hoge berg in de Italiaanse regio Piëmont (provincie Turijn)
De berg verrijst ten zuiden van Pragelato in het Val Chisone. De Monte Albergian kan vanuit Fraisse (1430 m) in het dal redelijk eenvoudig beklommen worden. Gedurende de vijf en halfurige tocht moet er 1611 meter geklommen worden. Vanaf de top heeft men uitzicht over het Val Chisone, de tegenoverliggende Cresta dell'Assietta en de buurbergen Fea Nera (2947 m) en Bric Ghinivert (3037 m).
Ten oosten van de top liggen de meren Laghi di Albergian. Bij het laagste meer staat de ruïne van een 18de-eeuws militair gebouw dat in de jaren dertig door de Italiaanse alpinistenvereniging (C.A.I.) als berghut gebruikt werd.